# Antanta cordială
Antanta Cordială reprezintă o serie de acorduri semnate, la 8 aprilie 1904, între Regatul Unit și Republica Franceză. Dincolo de problemele imediate ridicate de expansiunea colonială tratate de acest acord, semnarea Antantei Cordiale a marcat sfârșitul unui mileniu de conflicte intermitente între cele două țări și statele predecesoare ale lor, și începutul unei coexistențe pașnice care continuă și în prezent. Antanta Cordială, împreună cu alianța anglo-rusă și cu alianța ruso-franceză, a alcătuit sistemul de alianțe denumit Tripla Înțelegere între Regatul Unit, Franța și Rusia, alianță ce a constituit tabăra învingătoare în Primul Război Mondial.

## Istorie

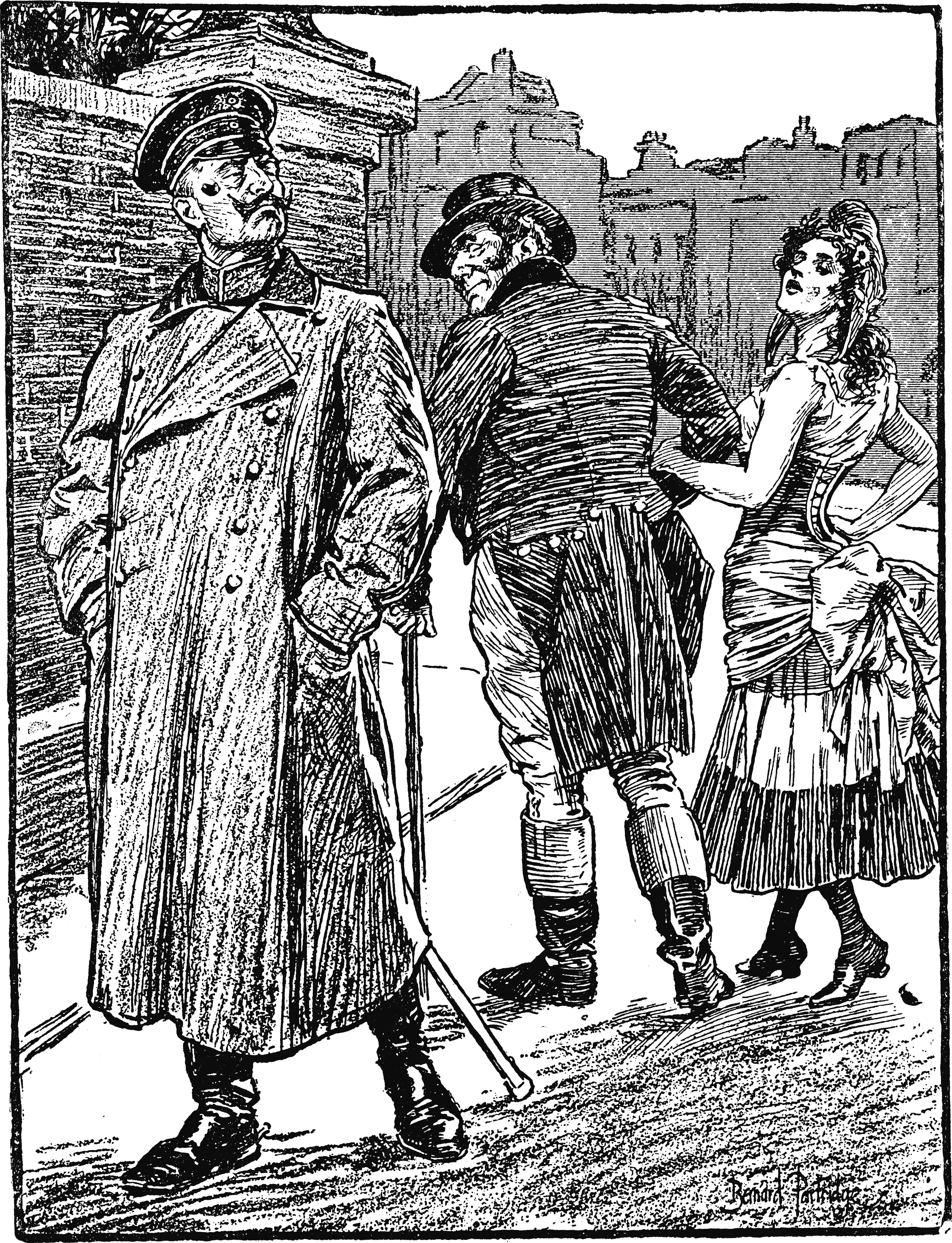
Caricatură a Antantei cordiale din perspectivă germană, cu John Bull plecând la braț cu Marianne, descrisă ca o femeie ușoară (îmbrăcată cu o rochie în tricolor) și întorcându-i spatele Kaiserului. Vârful tecii unei săbii de cavalerie iese de sub tunica Germaniei, sugerând posibila recurgere la forță.

Termenul francez Entente-Cordiale (tradus de regulă ca „acord cordial”) a fost folosit, în 1844, pentru interesele comune ale Regatului Unit și ale Franței. Astăzi, el este utilizat, în principal, pentru a doua Antantă cordială, și anume acordul scris, parțial secret, semnat la Londra, între cele două puteri, la 8 aprilie 1904.
Acordul a reprezentat o schimbare pentru ambele țări. Franța fusese izolată de celelalte puteri europene, în principal, ca rezultat al eforturilor cancelarului german Otto von Bismarck de a înstrăina Franța de potențialii ei aliați, întrucât el credea că Franța va căuta să se răzbune pentru înfrângerea ei în războiul franco-prusac din 1870–1871. Regatul Unit păstrase timp de un secol politica sa de „splendidă izolare” în raport cu Europa continentală, intervenind în problemele continentale doar când considera necesar pentru a proteja interesele britanice și pentru a menține un echilibru al puterii. Situația ambelor țări s-a schimbat în ultimul deceniu al secolului al XIX-lea.
Schimbarea a pornit de la pierderea încrederii în sine a britanicilor după umilința din al Doilea Război al Burilor și de la temerile crescânde că țara a devenit izolată în fața unei Germanii potențial agresive. Încă din martie 1881, omul politic francez Léon Gambetta și prințul de Wales de la acea vreme, Albert Edward, s-au întâlnit la Château de Breteuil pentru a discuta o alianță împotriva Germaniei. Cursa pentru Africa a împiedicat, însă, cele două țări să ajungă la o înțelegere. La inițiativa Secretarului Colonial Joseph Chamberlain, au avut loc trei runde de negocieri germano-britanice, între 1898 și 1901. După ce Albert Edward a devenit rege, el a refuzat să adere la Tripla Alianță și a reluat ideea unei alianțe franco-britanice.
Când Războiul Ruso-Japonez era pe cale să izbucnească, Franța și Regatul Unit s-au văzut pe punctul de a fi târâte în conflict de cele două tabere. Franța avea o alianță fermă cu Rusia, în timp ce Regatul Unit semnase recent un tratat de alianță cu Japonia. Pentru a evita războiul, ambele puteri au renunțat la vechea lor rivalitate și și-au rezolvat diferendele din Africa, din Americi, Asia și Pacific. În acest scop, ministrul francez de externe Théophile Delcassé și Lord Lansdowne, secretarul de stat pentru afaceri externe, au negociat un acord în problemele coloniale, iar Lord Lansdowne și Paul Cambon, ambasadorul Franței la Londra, au semnat această convenție la 8 aprilie 1904. Nu este foarte clar ce însemna această Antantă pentru Foreign Office-ul britanic. De exemplu, la începutul lui 1911, în urma relatărilor din presa franceză privind contrastul între forța Triplei Alianțe și starea muribundă a Antantei, Eyre Crowe a comentat: Faptul fundamental, desigur, este acela că Antanta nu este o alianță. În ce privește situațiile de mare urgență, se poate observa că ea nu are nicio substanță. Căci Antanta nu este nimic mai mult decât un cadru mental, o vedere comună a celor două țări asupra politicilor generale, dar care poate fi sau poate deveni atât de vagă încât să-și piardă tot conținutul.

## Documentele semnate

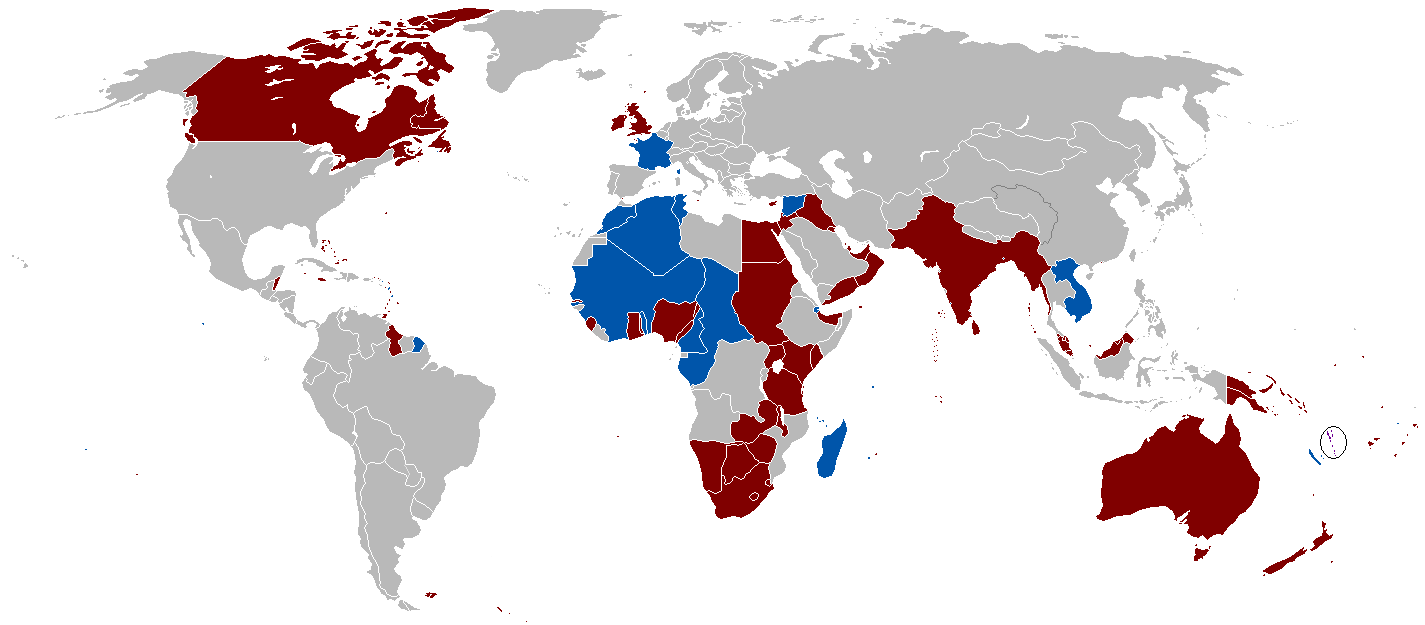
Imperiile coloniale britanic şi francez au ajuns la un apogeu după Primul Război Mondial, o reflectare a forţei acestei alianţe.

Antanta era compusă din trei documente:
- Primul și cel mai important document era Declarația privind Egiptul și Marocul. În schimbul promisiunii francezilor că nu vor „obstrucționa” acțiunile britanice în Egipt, britanicii au promis să permită Franței să „păstreze ordinea … și să ofere asistență” în Maroc. S-a garantat libera trecere a francezilor prin Canalul Suez, aducând, în sfârșit, în vigoare Convenția de la Constantinopol, și a interzis ridicarea de fortificații pe o parte din coasta Marocului. Tratatul conținea o anexă secretă ce trata „schimbarea circumstanțelor” în administrarea oricăreia dintre cele două țări.
- Al doilea document trata Newfoundland și părți din Africa de Vest și Centrală. Francezii au renunțat la drepturile lor (ce rezultau din tratatul de la Utrecht) la coasta vestică a Newfoundlandului, deși au păstrat dreptul de a pescui în preajma coastei. Britancii, în schimb, le-au cedat francezilor orașul Yarbutenda (de lângă coasta dintre Senegal și Gambia) precum și Iles de Los (parte a Guineei de astăzi). O altă stipulare trata frontiera dintre posesiunile franceze și britanice de la est de râul Niger (din Nigerul și Nigeria de astăzi).
- Declarația finală privea Siamul (Tailanda), Madagascar și Noile Hebride (Vanuatu). În Siam, britanicii au recunoscut o sferă de influență franceză la est de bazinul râului Menam; în schimb, francezii au recunoscut influența britanică la vest de bazinul Menamului. Ambele părți au renunțat explicit la ideea de a anexa teritoriul siamez. Britanicii și-au retras obiecțiile la introducerea unei taxe vamale de către francezi în Madagascar. Cele două părți au căzut de acord să „pună capăt dificultăților rezultate din lipsa jurisdicției asupra indigenilor din Noile Hebride”.

## Comemorare

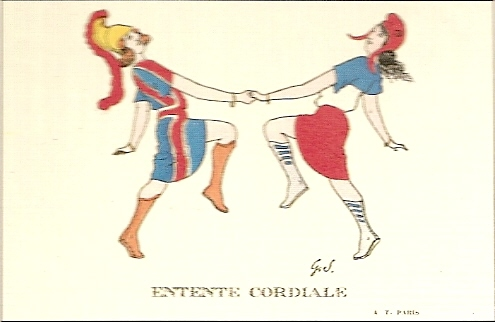
Carte poştală franceză din 1904 cu Britannia și Marianne dansând împreună, simbolizând noua cooperare între cele două țări.

Aniversarea centenară a Antantei cordiale în 2004 a fost marcată de mai multe evenimente oficiale și neoficiale, inclusiv de o vizită de stat în Franța, în aprilie, a reginei Elisabeta a II-a și a ducelui de Edinburgh, precum și o vizită a președintelui Chirac la Londra, în noiembrie. Soldații britanici (Pușcașii Marini Regali, regimentul de cavalerie Household Cavalry, Gărzile de Grenadier și King's Troop, Royal Horse Artillery) au condus parada de la Paris de ziua națională a Franței pentru prima oară, cu avioanele Red Arrows zburând pe deasupra.
Atât în gara internațională Waterloo din Londra (și apoi în noul terminal din gara St. Pancras), cât și în Gara de Nord din Paris, cele două terminale ale serviciului Eurostar care circulă prin Tunelului Canalului Mânecii, drapelele celor două state apar legate de cuvintele Entente cordiale.
La summitul din 2008 cu primul ministru Gordon Brown, președintele francez Nicolas Sarkozy a cerut o antantă amicală mai puternică în discursul său în fața Camerei Comunelor. Brown, în schimb, a cerut o antantă formidabilă, punând accent pe cooperarea militară între Regatul Unit și Franța și indicând un interes spre integrarea militară a Uniunii Europene și întărirea politicii externe comune.

## Vezi și
- Antanta